# Бага Чіпз
Бага Чіпз (англ. Baga Chipz) (Справжнє ім'я Лео Лорен (англ. Leo Loren)) — британська дреґ-квін, відома участю у першому сезоні RuPaul's Drag Race UK (2019), та RuPaul's Drag Race: UK vs the World (2022).

## Кар'єра
Лорен є учасником "The Buffalo Girls", дреґ-трупи, до складу якої також входять Леді Ллойд і Сільвер Саммерс.
У 2014 році Чіпз з'явилася в серіалі Drag Queens of London, який документує життя дреґ-квін протягом трьох місяців, як на сцені, так і поза нею.
21 серпня 2019 року Чіпз було оголошено однією з десяти учасниць, які змагатимуться в першому сезоні RuPaul's Drag Race UK. Бага виграла три змагання та посіла третє місце. У листопаді–грудні 2019 року Чіпз і акторський склад RuPauls Drag Race UK вирушили в тур, організований зіркою Drag Race Аліссою Едвардс (англ. Alyssa Edwards). У січні 2020 року Чіпз відвідала перший в історії RuPaul's DragCon UK.
У грудні 2019 року Чіпз разом із колегою та другом RuPaul's Drag Race UK Вів'єн (англ. The Vivienne) почали зніматися в Morning T&T на WOW Presents Plus. Шоу ведуть Вів’єн і Бага Чіпз у своїх образах Дональда Трампа та Маргарет Тетчер в яких вони були на змаганні Snatch Game коли знімалися в RuPauls Drag Race UK, вони ведуть колонку новин, станом на січень 2020 року шоу складалося з шести епізодів. Серед гостей веб-серіалу були колишні учасники Drag Race UK Сум Тін Вон у ролі королеви Єлизавети II та Шеріл Хоул у ролі Джемми Коллінз.
В березні 2020 року Бага Чіпз знову разом з Вів'єн запустили британськц версію I Like to Watch, веб-серіал виробництва Netflix, у якому вони переглядають новинки серед фільмів та телепрограм Netflix.
Чіпз відома тим що вона є імперсонатором Емі Вайнгауз.
У липні 2020 року Бага знімалася на шоу Celebrity Masterchef.
У вересні 2020 року Бага випустила свій дебютний сингл під назвою «When The Sun Goes Down» у співпраці з Саарою Аалто. Вона також з’явилася в серіалі Celebrity Karaoke Club, який стартував 23 вересня 2020 року.  У 2021 році її взяли на роль у шкільному драматичному серіалі каналу Channel 4 «Міст Еклі» (англ. Ackley Bridge); вона з’явиться в наступній п’ятій серії у 2022 році.

## Дискографія

### Студійні альбоми
| Назва                                  | Деталі                                                          |
| -------------------------------------- | --------------------------------------------------------------- |
| Frock4Life (У складі Frock Destroyers) | - Реліз: 11 грудня 2020 - Лейбл: PEG - Формат: Digital download |

### Синґли
| Назва                                           | Рік  | Альбом            |
| ----------------------------------------------- | ---- | ----------------- |
| "When the Sun Goes Down" (разом з Саарою Аалто) | 2020 | Неальбомний синґл |
| "Her Majesty" (разом з Frock Destroyers)        | 2020 | FROCK4LIFE        |
| "Big Ben" (разом з Frock Destroyers)            | 2020 | FROCK4LIFE        |
| "A Very Harsh Christmas" (разом з Келлі Пікман) | 2020 | Неальбомний синґл |
| "Read"                                          | 2021 | Неальбомний синґл |
| "Drag City"                                     | 2021 | Неальбомний синґл |
| "Much Betta"                                    | 2022 | Неальбомний синґл |

### Спільні синґли
| Назва                                                                   | Рік  | Пікова позиція в чартах | Пікова позиція в чартах | Альбом            |
| Назва                                                                   | Рік  | UK                      | US Elec.                | Альбом            |
| ----------------------------------------------------------------------- | ---- | ----------------------- | ----------------------- | ----------------- |
| "Break Up (Bye Bye)" (у складі учасників RuPaul's Drag Race UK)         | 2019 | 35                      | 45                      | Неальбомний синґл |
| "To the Moon" (Cast Version) (RuPaul та учасники RuPaul's Drag Race UK) | 2019 | —                       | —                       | Неальбомний синґл |

## Фільмографія

### Телебачення
| Рік       | Назва                                  | В ролі | Примітки                               | Ref    |
| --------- | -------------------------------------- | ------ | -------------------------------------- | ------ |
| 2014      | Drag Queens of London                  | Себе   | Основний склад                         | [ 4 ]  |
| 2015-2017 | London Calling                         | Себе   | Гість                                  | [ 23 ] |
| 2019      | RuPaul's Drag Race UK                  | Себе   | Учасник (3-е місце); (1 сезон)         |        |
| 2019      | The X Factor: Celebrity                | Себе   | Гість                                  | [ 24 ] |
| 2019      | Channel 4's Alternative Election Night | Себе   | Гість                                  | [ 25 ] |
| 2019      | The Big Fat Quiz of the Year           | Себе   | Видання 2019 (Гість)                   | [ 26 ] |
| 2020      | CelebAbility                           | Себе   | Гість                                  |        |
| 2020      | Roast Battle UK                        | Себе   | Гість                                  | [ 27 ] |
| 2020      | Pointless Celebrities                  | Себе   | Гість                                  | [ 28 ] |
| 2020      | Celebrity MasterChef                   | Себе   | Учасник                                | [ 29 ] |
| 2020      | Celebrity Karaoke Club                 | Себе   | Учасник                                | [ 17 ] |
| 2021      | The Celebrity Circle                   | Себе   | Учасник                                | [ 30 ] |
| 2021      | RuPaul's Drag Race UK                  | Себе   | Спеціально запрошений гість; (2 сезон) |        |
| 2021      | Без копійки                            | Себе   | Дреґ-квін; 3 сезон                     |        |
| 2022      | RuPaul's Drag Race: UK vs the World    | Себе   | Учасник                                |        |

### Музичні відеокліпи
| Рік  | Назва                       | Виконавець     | Прим.  |
| ---- | --------------------------- | -------------- | ------ |
| 2014 | "Don't Rescue Me"           | Buffalo Girls  | [ 31 ] |
| 2015 | "You're There"              | Джефф Крістіан | [ 23 ] |
| 2020 | "Mask, Glove, Soap, Scrubs" | Тодрік Голл    | [ 32 ] |
| 2020 | "Always"                    | Waze & Odyssey | [ 33 ] |

### Вебсеріали
| Рік       | Назва                          | У ролі          | Примітки                              | Ref    |
| --------- | ------------------------------ | --------------- | ------------------------------------- | ------ |
| 2019-2020 | Morning T&T                    | Маргарет Тетчер | World of Wonder                       | [ 34 ] |
| 2020      | I Like to Watch UK             | Себе            | Британський вебсеріал Netflix         | [ 35 ] |
| 2020      | God Shave the Queens           | Себе            | Документальний серіал World of Wonder | [ 36 ] |
| 2020      | Slag Wars                      | Себе            | Реаліті вебсеріал від Men.com         |        |
| 2022      | Lazy Generation: Stupid Stunts | Себе            | Вебсеріал від Comedy Central UK       | [ 37 ] |

### Театр
| Рік  | Назва     | У ролі         | Театр                 | Ref.   |
| ---- | --------- | -------------- | --------------------- | ------ |
| 2019 | Попелюшка | Баронесса Бага | Трафальгарський театр | [ 38 ] |